# Babe: Pig in the City
Babe: Pig in the City es una película australiana-estadounidense de 1998, dirigida por George Miller. Secuela de la película de Babe (1995). Cuenta la historia de un cerdo en la ciudad ficticia de Metrópolis.
La película, es la segunda parte de la exitosa Babe: El cerdito valiente, y narra las aventuras de Babe, un cerdo que no quiso aceptar su triste destino, y se hizo cerdo pastor, con la ayuda de su madre adoptiva, la perra ovejera Fly, de raza Border Collie. 
La película empieza con la gran celebración de la llegada del campeón, el cerdo pastor, a casa.
Tras la gran noticia, Arthur recibe miles de cartas, con miles de ofertas, el cual rechaza.
Pero tras el accidente producido por la torpeza de Babe, en el que el señor Hoggett, que estaba reparando el pozo de la granja, es golpeado con el mecanismo del pozo, queda impedido, y la señora Hogget debe hacerse cargo de la granja, del cuidado de su marido, de las cuentas...
No tardan en llegar hombres del banco, pues la señora Hoggett no pudo recaudar el dinero, y pagar las deudas pendientes.
Así que decide ir con Babe, a un concurso, en el que por solo asistir, les darían una gran compensación económica.
Pero por desgracia Babe es separado de su dueña, y en su travesía decide ayudar a una serie de animales con la compañía de su amigo Fernando el pato, un mono capuchino, y un perro Jack Russel con silla de ruedas.

## Reparto
- Magda Szubanski como Esme Cordelia Hoggett.
- Elizabeth Daily en la voz de Babe.
- Mickey Rooney como Fugly Floom.
- James Cromwell como el granjero Arthur Hoggett.
- Mary Stein como la Srta. Floom.
- Danny Mann en la voz de Ferdinand.
- Glenne Headly en la voz de Zootie
- Steven Wright en la voz de Bob Babaluba.
- James Cosmo en la voz de Thelonius.
- Nathan Kress en la voz de Easy. (voz).
- Myles Jeffrey (voz).
- Stanley Ralph Ross en la voz del perro Bull Terrier.
- Russi Taylor en la voz de la perrita Poodle rosa.
- Adam Goldberg en la voz de Flealick.
- Eddie Barth en la voz de Nigel.
- Bill Capizzi en la voz del perro rastreador.
- Miriam Margolyes en la voz de Fly.
- Hugo Weaving en la voz de Rex.
- Paul Livingston - El Chef
- Julie Godfrey - El vecino

Fuente: IMDb

## Doblaje
| Personaje                      | Actor/voz de reparto   | Doblaje de Hispanoamérica | Doblaje de España    |
| ------------------------------ | ---------------------- | ------------------------- | -------------------- |
| Babe                           | Elizabeth Daily        | Alan Fernando Velázquez   | Roser Vilches        |
| Esme Cordelia Hoggett          | Magda Szubanski        | Ángela Villanueva         | Rosario Cavallé      |
| Arthur Hoggett                 | James Cromwell         | Francisco Colmenero       | Pepe Mediavilla      |
| Zootie                         | Glenne Headly          | María Fernanda Morales    | Maria Moscardó       |
| Bob Babaluba                   | Steven Wright          | Arturo Mercado            | Alfonso Vallés       |
| Easy                           | Nathan Kress           | Irwin Daayán              |                      |
| Thelonius                      | James Cosmo            | Esteban Siller            |                      |
| Ferdinand (Fernando en España) | Danny Mann             | Arturo Mercado            | Xavier Fernandez     |
| Srta. Floom                    | Mary Stein             | Ilia Gil                  | Marta Angelat        |
| Bull Terrier                   | Stanley Ralph Ross     | Arturo Mercado            | Pep Ribas            |
| Poodle rosa                    | Russi Taylor           | Araceli de León           |                      |
| Fly                            | Miriam Margolyes       | Nancy MacKenzie           | Concha García Valero |
| Rex                            | Hugo Weaving           | Arturo Mercado            | Juan Carlos Gustems  |
| Snoop                          | Bill Capizzi           | Yamil Atala               | Ricky Coello         |
| Caballo                        | Michael Edward-Stevens | Carlos del Campo          |                      |
| Pez                            | Al Mancini             | Sylvia Garcel             |                      |
| Ratón #1                       | Desconocido            | Cristina Camargo          |                      |
| Ratón #2                       | Desconocido            | María Fernanda Morales    |                      |
| Gato                           | Evelyn Krape           | Norma Iturbe              |                      |
| Gatito                         | Katie Leigh            | Cristina Camargo          |                      |
| Perro                          | Desconocido            | Gaby Willer               |                      |
| Perrito                        | Desconocido            | Isabel Martiñón           |                      |
| Pelícano                       | Jim Cummings           | Ismael Castro             |                      |
| Niño en hospital               | John Upton             | Diana Santos              |                      |
| Narración                      | N/A                    | Francisco Colmenero       | Camilo García        |